# Selma Svendsen
Selma Larsen Svendsen (født 21. juni 2001) er en dansk fodboldspiller, der spiller centerforsvar for HB Køge i Gensidige Kvindeliga og Danmarks U/23-kvindefodboldlandshold. Hun har tidligere optrådt for både Danmarks U/16-, U/17- og U/19-landshold.
Som 16-årig fik Selma Svendsen debut på B.93s 1. Kvindeseniorhold i foråret 2018 inden, at hun permanent rykkede op i 3F Liga-truppen i sommeren 2018.
Hun har tidligere spillet ungdomsfodbold hos Lundtofte Boldklub, Lyngby Boldklub og selvsamme B.93, som hun stoppede hos i sommeren 2020 og hos Oure Fodboldakademi. Hun skiftede i juli 2020 til ligaoprykkerne fra HB Køge.